# Јерменска митологија
Јерменска митологија своје поријекло вуче из древне државе Урарту. Развијала се постепеним прихватањем идеја, вјеровања и божанства Месопотамије, Ирана и Грчке. Према досадашњим сазнањима, древни Јермени су у почетку обожавали природу но временом ова вјеровања су се преобразила у поштовање народних божанстава, од којих су многа настала у сусједним културама.

## Настанак јерменске митологије
Пантеон јерменских богова (Дицов) настао је у вријеме организовања прото-јерменских племена, која су, у почетном периоду свога постојања, наслиједила кључне елементе паганизма од прото-индо-европских племена која су насељавала јерменско горје. Значајан дио језика којим су се служила јерменска племена у томе периоду  потиче од индоевропског језика, и користио се у сакралне сврхе. Првобитни култ је обожавао један вид несхватљиве више силе или разума званог Ара. Стари Јермени су обожавали и свјетовно оличење сунца се звано Арев, а сами су се називали "дјецом 
сунца". Од давнина, култ обожавања сунца заузима посебно мјесто у јерменској митологији. Међу најстарије видове обожавања који вуку индо-европске корјене спадају култови орлова и лавова те обожавање неба.
Током времена јерменски пантеон се шири те се појављују нова божанства јерменског и неаријевског поријекла.
Штавише, врховни бог јерменског пантеона, Ванатур, касније је замјењен Арамаздом. Арамазд је парћански облик имена Ахура Мазда. Ово божанство се појавило под утицајем Зороастризма, али са дјелимично очуваним традиционалним јерменским особинама. На сличан начин је традиционална јерменска богиња плодности, Нар, била замјењена са богињом Анаит.
Зороастризам је имао велики утицај на Јермене и њихову митологију. До касног парћанског периода, јерменске земље су несумњиво, углавном поштовале Зороастризам.
У доба хеленизма ( од 3. до 1. вјека пре нове ере), древни јерменски божанства се поистовјећују са старогрчким божанствима: Арамазд са Зевсом, Анаит са Артемидом, Ваган са Херкулесом, Астик са Афродитом,  Нане са Атином, Мир са Хефестом, Тир са Аполоном.
Након званичног прихватања хришћанства у Јерменији, настале су нове вјеровања и приче услијед преображавања древних митова и веровања. Библијски ликови су преузели на себе улоге старих богова и духова. Јован Крститељ је, на примјер, носио особине које се могу наћи и код Вагна и Тира, док Арханђел Гаврил има сличне особине као и Вагн.
Основни подаци о многобожачким традицијама Јерменије су сачувани у дјелима грчких писаца као што су Платон, Херодот, Ксенофонт и Страбон, византијског историчара Прокопија из Цезареје, као и средњовековних јерменских писаца, као што су Мојсије Хоренски, Агатанђел, Езник Колбски, Севеос и Ананије Ширакације. Поред писаних докумената, усмено народно предање, такође, обилује подацима о овим традицијама.

## Пантеон
Пантеон предхришћанске Јерменије се мијењао са проласком времена. Пантеон који је, у почетку био урартски по природи, се мијењао услијед семитског, иранске и потом грчког утицаја.

### Рани период
- Халди или Калди - врховни бог пантеона у његовој раној фази. С обзиром да му име постаје титула слична Баалу (тј. "Халди/Баал града", "Халди/Баал олује"), временом је замјењен Ахура Маздом, поставши Арамазд (види доле). Заједно са синовима Артинисом и Теиспасом чинио врховно тројство.[1]
- Теиспас или Теишиба - бог олује, Халдијев син, са којим спада у врховну тријаду божанстава.[1]
- Шивини или Артинис - бог сунца, Халдијев син, са којим спада у врховну тријаду божанстава.[1]
- Селарди - супруга бога Мјесеца.[1]
- Сарис - највјероватније искварени облик имена богиње Иштар.[1]

### Персијски утицај
Елементи зороастраизма су ушли у јерменску културу за вријеме превласти Ахеменидског царства, иако вјерска конверзија није била непотпуна те се Персијанци и Јермени никада нису међусобно нису препознавали као истовјерни народи упркос чињеници да су и једни и други себе називали "обожаваоцима Мазде".
- Арамазд - сродан иранском Ахур Мазди (Ормузд). Врховни бог јерменског пантеона, поистовјећиван са Зевсом у Interpretatio Graeca, са којим је дјелио мноштво карактеристика.[1][2] Понекад је називан и Ванатур (господар Вана), посебно током новогодишњих свечаности. Заједно са Анаит и Ваганом чинио водеђу тријаду пантеона.[1] Арамазд је, с временом, преузео добре особине Баал Шамина.[2]
- Анадатус - јерменска верзија зороастријанског термина Амеша Спента Амеретат.[1]
- Анаит - сродна иранској богињи Анахити. Богиња плодности и рађања те кћер или супруга Арамаздова. Анаит се поистовјећује са Артемидом и Афродитом. Храмови посвећени овој богињи су се налазили у Армавиру, Артаксати и Аштишату, савременом Дерику.
- Мир - сродан иранском божанству Митри. Бог сунца и свијетлости, Арамаздов син, брат Нане и Анаит. Историјски гледано, без обзира на његов високи положај у пантеону, Ваган се више поштовао него сам Мир[1], штавише, обожавање Мира је било саставни дио поштовања култа Вагана[4]). Сазнања о култу Мира су оскудна. Познате су само сличности са персијским Митром те недостатак митраистичких мистерија[1] у његовом култу. Мир је поистовјећен са Хефестом од стране Мојсија Хоренског и каснијих аутора.[2] Главни храм посвећен њему се налазио у граду Багаричу[1] док је храм у Гарнију такође био њему посвећен.
- Оманос - јерменски облик зороастријског термина Воху Манах.[1]
- Спандарамет - божанство сродно иранској Спента Армаити,[1][5] Армаздова кћер и хтонска богиња плодности, винограда[1] и подземнога свијета.[5] Према преводиоцима неколико јерменских Библија, име Спандарамет је кориштено како би се описао Дионис у Другој Књизи о Макавејцима 6:7. Понекад је називана Сандарамет[1] или Сантамарет[5] означавајући тако повезаност са загробним свијетом јединственим за јерменску теологију, чак и у хришћанским списима. Сантараметакани су зли духови који пребивају у краљевству ове богиње.[6]
- Тир - још познат као Тиур. Постоји могућност двојне сличности, са иранским Тиром (или Тиштријом) или са (путем јерменске ријечи дпир што значи писар) вавилонским Набуом. У оба случаја у питању је бог мудрости, културе и науке. Гласник је богова[1][2] и водич душа недавно преминулих у загробни свијет.[2][7] Поистовјећен је са грчким Аполоном.[1] Тирова улога водича мртвих можда је преузета од лувијског бога грома Тархунда чије име се користило као преведени облик месопотамског бога подземља Нергала[2]. Тиров храм се налазио у близини Артаксате.
- Цовинар - страшна богиња мора и олуја, Ваганова љубавница.[8]
- Ваган - сродан иранском Веретрагни. Бог олује и убица змајева, сличан грчком Херкулу. Поистовјећивање постаје потпуно када јерменски преводиоци Библије користе име Ваган како би превели термин Херкул у Другој Књизи о Макавејцима 4:19.[1] Понекад називан по својој титули Довеан, посебно у улози бога мора.[8] Ваган је преузео неке елементе хуритског бога олује Тешуба путем урартског Теишеба те даљим развојем. Након прихватања хришћанства, народно предање је у Вагану као богу олује препознало арханђела Гаврила.[2] Главни храм посвећен Вагану се налазио у граду Дерик, на територији савремене Турске.

### Посталександријски утицаји
- Астик - сродна семитској богињи Иштар, поистовјећена са Венером. Богиња плодности и Вагнова супруга. Њих двоје су дјелилихрам у граду Јаштишат.[1] Празник  Вардавар је у почетку био у част богиње Астик.
- Барсамин - бог неба и времена, изведен из семитског бога Баал Шамин.[1]
- Нане - сродна еламској Нане, (од вавилонског Нана),[1][9] уз додатне особине фригијске богиње Кибеле.[10] Арамаздова кћерка, богиња ратовања и материнства. Поистовјећује се са Атином.[11] Њен култ је био повезан са богињом Анаит, а оба њој посвећена храма су се налазили један другом у близини, у граду Гавар.

## Чудовишта и духови
- Ал - Ал је зли патуљасти дух који напада труднице и краде новорођенчад. Описан као пола животиња и пола човек, зубе су му од гвожђа а нокти од месинга или бакра. Обично носи шпицасти шешир украшен звоницима, а може постати невидљив.[12][13]
- Аралез - Аралезнери су најстарији богови јерменског пантеона. То су божанства у обличју паса са моћима оживљавања палих ратника и мртвих лизањем рана док их не очисте.
- Деви - Деви су створења у облику духова, начињена од ваздуха, а поријекло вуку из Зороастријанске митологије и дјеле много сличности са анђелима. Пребивају у рушевинама, објектима од камена и по природи су повучени.[13]
- Шахапет - Шахапети су, по правилу, пријатељски духови чувари, који  су се обично појављивали у облику змије. Насељавали су куће, баште, поља, шуме и гробља, између осталог. Шваз шахапети су највише боравили на пољопривредним добрима, док су Шводи били чувари огњишта. Швод према коме се укућани добро односе их је могао наградити златом, али непоштовани Швод је могао изазвати раздор у кући и напустити је.[13]
- Нханг - Нханг (од персијске речи "крокодил") је чудовиште у облику змије које је пребивало у ријекама те је имало способност да мијења облик. Често је везивано уз уобичајене јерменске змајеве. Створење је могло да се претвори у фоку или да намами човјека претварајући се у жену. Вукући је у дубину, створење утапа жртву након чега јој пије крв. Ријеч "Нханг" се понекад користи као свакодневни израз за морска чудовишта у древној јерменској књижевности.[13]
- Фиатик - Фиатик је велико створење које спада у сисаре а личи на грифона без крила.
- Пахапан Хрештак - анђели чувари.

## Хероји и краљеви из легенде
Ови великани су постали познати захваљујући, углавном, хришћанским изворима, иако постоји могућност да су 
припадали пријехришћанској митологији.
- Ара Прелијепи- привлачни ратник који је убијен у рату против краљице Семирамиде. У неким верзијама мита враћен у живот захваљујући Семирамидиним молитвама.
- Арам - побједник над џином Барсамином. Постоји могућност да је првобитно био бог рата познат као Аремениус.[14]
- Аик, или Хаик - легендарни праотац јерменског народа који је водио успјешан устанак против вавилонског краља Бела.[10][15] Када су Бел и његове трупе прогонили Аика и његов народ, Аик је одапео стријелу преко бојнога поља, усмртио Бела и тако уплашио и распршио његове војнике.[15]
- Ерваз и Јервант - митски близанци, чија мајка је припадала огранку арсакидске династије у Јерменији. Близанци су се одликовали крупним растом и претјераном осјетљивошћу.
- Карапет - митолошка фигура пријехришћанске Јерменије поистовјећена са Јованом Крститељом након прихватања хришћанства од стране Јермена. Карапет је обично приказан као бог грома дуге свјетлуцаве косе са љубичастом круном и крстом.
- Нимрод - праунук Нојев и краљ Синара, приказан у Библији као моћан и утицајан човјек те способан ловац.
- Санасар и Багдасар - два брата оснивача града Сасуна, из кога се развила истоимена држава. Санасар је виђен као предак неколико генерација хероја града Сасуна.
- Саркис - јунак, повезан са пријехришћанским митовима, касније поистовјећен са хришћанским свецима истога имена. Представљан је као висок, витак и привлачан витез на бјелом коњу. Саркис је у стању да призове вјетар, олује и мећаве те да их користи против непријатеља.
- Семирамида - легендарна асирска краљица која је започела рат како би задобила јунака Ару.